# لاتین‌ها
لاتین‌ها (به لاتینی:Latini) نام مردمان ایتالیایی باستانی‌ای است که در لاتیوم می‌زیسته‌اند و در سده نهم یا هشتم پیش از زایش مسیح بدانجا کوچیده بودند. آنها در دولت‌شهرهای مستقلی می‌زیستند و زبان، نزدیکی خویشاوندی و باورهای دینی یکسانی با هم داشتند. آنها لاتینوس-پدر همسر آینیاس- را نیای خود می‌دانستند. لاتینوس همانند ژوپیتر در جشنواره سالیانه از سوی همه لاتینها-از جمله رومیان- پرستیده می‌شد. شهرهای آنان قانونهای یکسانی برای بازرگانی و آمدوشد میان یکدیگر داشتند.
جاه‌طلبی‌های کشور گشایانه رومیها دیگر لاتینها را به سرزمین روم پیوند داد و اینچنین لاتینها در ۳۴۱ (پیش از میلاد) به هم پیوسته گردیدند؛ ولی پیروزی پایانی برای رومیان در ۳۳۸ (پیش از میلاد) در کنار رم رخ داد. اینچنین لاتینها یا شهروند روم شدند یا به جرگه همپیمانان روم پیوستند.